# Hénonville
Hénonville est une commune française située dans le département de l'Oise, en région Hauts-de-France.

## Géographie

### Description
Hénonville est un bourg périurbain picard de l'Oise, limitrophe du Val-d'Oise, implanté sur le flanc du coteau qui marque la limite entre le Vexin français et le Pays de Thelle.
Il est traversé par le sentier de grande randonnée GR 11.
En 1837, Louis Graves indique que son « territoire, de forme à-peu-près triangulaire, s'appuie à l'est vers les coteaux de Neuvillebosc, et descend au nord dans la plaine d'Amblainville et de Méru. Le chef-lieu est, placé à-peu-près au centre, au pied de la colline qui occupe la région méridionale du canton, sur l'ancienne route de Beauvais à Pontoise. Il. comprend trois rues principales qui formaient autrefois des villages distincts. ll n'y a pas d'eau courante dans l'étendue du pays ».

### Communes limitrophes
Les communes limitrophes sont Amblainville, Ivry-le-Temple, Neuville-Bosc, Villeneuve-les-Sablons et Berville.
| Ivry-le-Temple          | Villeneuve-les-Sablons |              |
| Neuville-Bosc           | Hénonville             | Amblainville |
| Haravilliers Val-d'Oise | Berville Val-d'Oise    |              |

### Géologie et relief
La commune est située entre les buttes de Rosne et de la vallée de la Troësne.

### Hydrographie
La commune est située dans le bassin Seine-Normandie. Elle est drainée par la Troesne,.
La Troesne, d'une longueur de 27 km, prend sa source dans la commune  et se jette  dans l'Epte à Gisors, après avoir traversé douze communes.

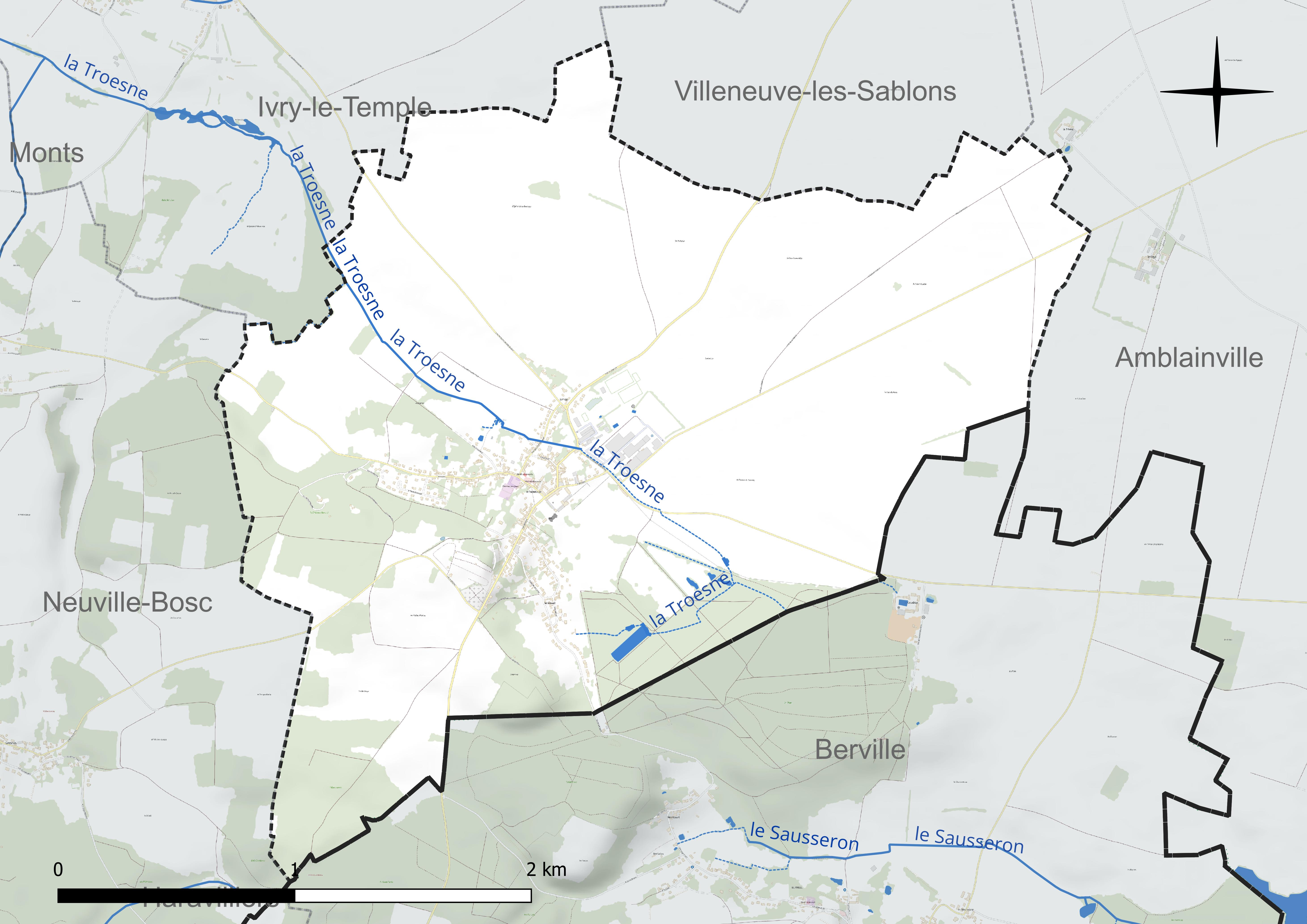
Réseau hydrographique d'Hénonville.

### Climat
Pour des articles plus généraux, voir Climat des Hauts-de-France et Climat de l'Oise.
En 2010, le climat de la commune est de type climat océanique dégradé des plaines du Centre et du Nord, selon une étude du CNRS s'appuyant sur une série de données couvrant la période 1971-2000. En 2020, Météo-France publie une typologie des climats de la France métropolitaine dans laquelle la commune est exposée à un climat océanique et est dans la région climatique Sud-ouest du bassin Parisien, caractérisée par une faible pluviométrie, notamment au printemps (120 à 150 mm) et un hiver froid (3,5 °C).
Pour la période 1971-2000, la température annuelle moyenne est de 10,8 °C, avec une amplitude thermique annuelle de 14,6 °C. Le cumul annuel moyen de précipitations est de 723 mm, avec 11,1 jours de précipitations en janvier et 8,1 jours en juillet. Pour la période 1991-2020, la température moyenne annuelle observée sur la station météorologique la plus proche, située sur la commune de Boissy-l'Aillerie à 16 km à vol d'oiseau, est de 11,2 °C et le cumul annuel moyen de précipitations est de 635,8 mm,. Pour l'avenir, les paramètres climatiques de la commune estimés pour 2050 selon différents scénarios d'émission de gaz à effet de serre sont consultables sur un site dédié publié par Météo-France en novembre 2022.

## Urbanisme

### Typologie
Au 1er janvier 2024, Hénonville est catégorisée bourg rural, selon la nouvelle grille communale de densité à sept niveaux définie par l'Insee en 2022.
Elle est située hors unité urbaine. Par ailleurs la commune fait partie de l'aire d'attraction de Paris, dont elle est une commune de la couronne,.

### Occupation des sols

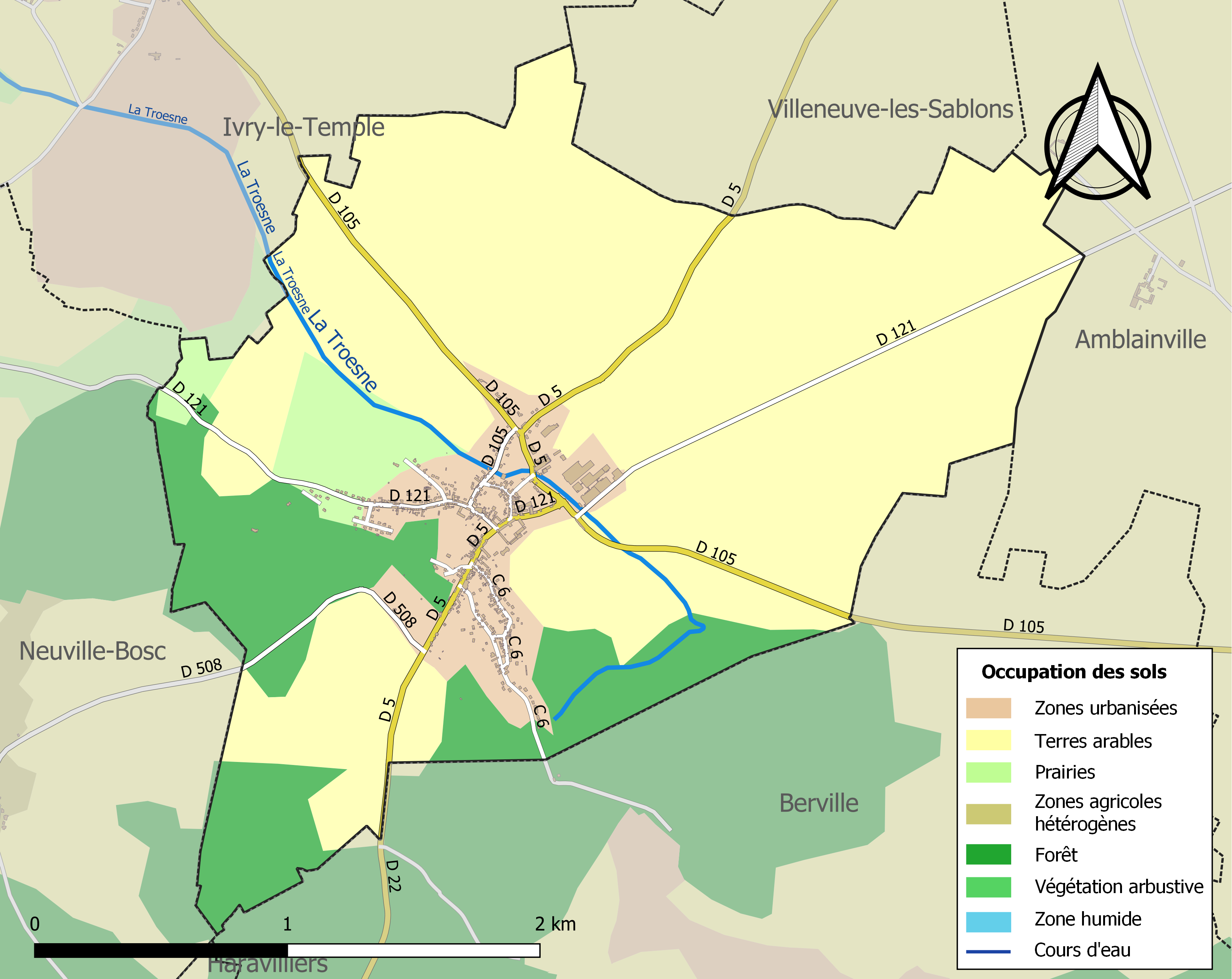
Carte des infrastructures et de l'occupation des sols de la commune en 2018 (CLC).

L'occupation des sols de la commune, telle qu'elle ressort de la base de données européenne d'occupation biophysique des sols Corine Land Cover (CLC), est marquée par l'importance des territoires agricoles (73,7 % en 2018), en diminution par rapport à 1990 (75 %). La répartition détaillée en 2018 est la suivante : 
terres arables (69,1 %), forêts (17,1 %), zones urbanisées (9,2 %), prairies (4,5 %). L'évolution de l'occupation des sols de la commune et de ses infrastructures peut être observée sur les différentes représentations cartographiques du territoire : la carte de Cassini (XVIIIe siècle), la carte d'état-major (1820-1866) et les cartes ou photos aériennes de l'IGN pour la période actuelle (1950 à aujourd'hui).

### Habitat et logement
En 2018, le nombre total de logements dans la commune était de 370, alors qu'il était de 364 en 2013 et de 332 en 2008.
Parmi ces logements, 88 % étaient des résidences principales, 1,9 % des résidences secondaires et 10,1 % des logements vacants. Ces logements étaient pour 88,9 % d'entre eux des maisons individuelles et pour 7,7 % des appartements.
Le tableau ci-dessous présente la typologie des logements à Hénonville en 2018 en comparaison avec celle de l'Oise et de la France entière. Une caractéristique marquante du parc de logements est ainsi une proportion de résidences secondaires et logements occasionnels (1,9 %) inférieure à celle du département (2,5 %) et  à celle de la France entière (9,7 %). Concernant le statut d'occupation de ces logements, 78,4 % des habitants de la commune sont propriétaires de leur logement (82,1 % en 2013), contre 61,4 % pour l'Oise et 57,5 % pour la France entière.
| Typologie                                               | Hénonville | Oise | France entière |
| ------------------------------------------------------- | ---------- | ---- | -------------- |
| Résidences principales (en %)                           | 88         | 90,4 | 82,1           |
| Résidences secondaires et logements occasionnels (en %) | 1,9        | 2,5  | 9,7            |
| Logements vacants (en %)                                | 10,1       | 7,1  | 8,2            |

### Voies de communication et transports
La commune est desservie, en 2023, par la ligne E du réseau Sablons Bus et par les lignes 6112, 6121, 6131 et 6132 du réseau interurbain de l'Oise.

## Toponymie
Le nom de la localité est attesté sous les formes latinisées Henonvilla en 1100 ; Henoldivilla en 1180 ; Henouvilla vers 1230.
Il s'agit d'une formation toponymique médiévale en -ville au sens ancien de « domaine rural », précédé de l'anthroponyme germanique Hanolt, dont la finale -olt, devenu -ou a été confondue par nasalisation avec la désinence -on de l'ancien cas régime des noms de personnes.

## Histoire

### Antiquité
Des briques romaines ont été trouvées au lieu-dit Les Tuileaux, entre Hénonville et Le Villeneuve.

### Moyen Âge
La tradition indiquait au XIXe siècle  qu'un combat sanglant avait eu lieu au Clos des Anglais, un champ situé vers Berville.

### Temps modernes
Au début du XVIIIe siècle, le domaine appartient à François Ogier, grand audiencier de France, dont le fils devient en 1722 conseiller au parlement de Paris à l'âge de dix-huit
ans.

### Époque contemporaine
En 1832, la commune compte un lavoir public, des carrières et une grézière.
En 1905 est mise en service la gare de Hénonville, du chemin de fer de Méru à Labosse, un chemin de fer secondaire à voie métrique du réseau des chemins de fer départementaux de l'Oise. La ligne ferme en 1934,.

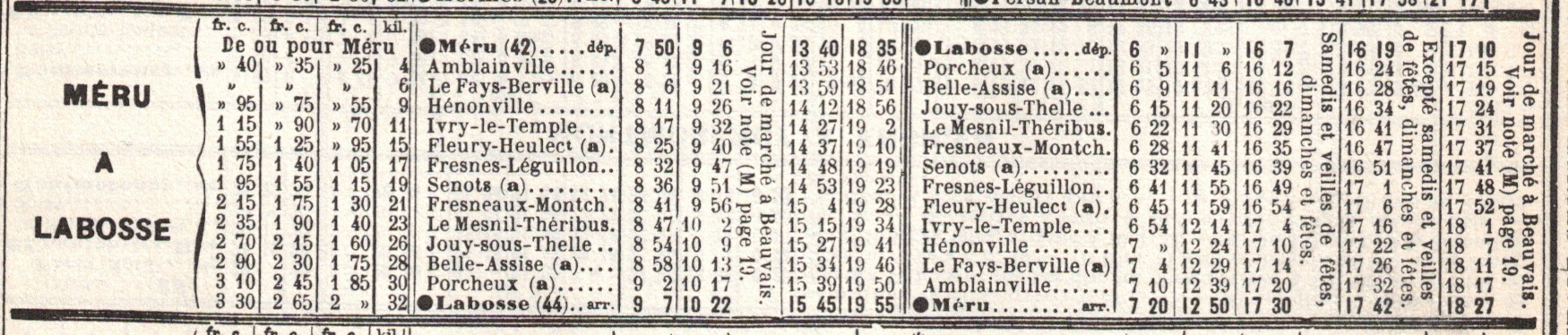
Horaires de la ligne en mai 1914.
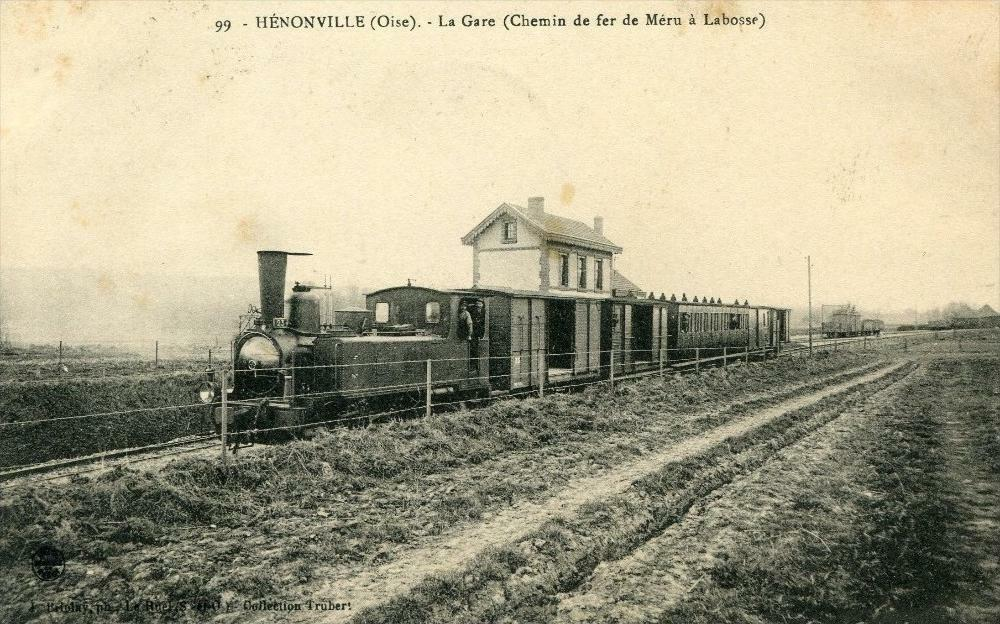
La gare.

À la fin de la Seconde Guerre mondiale, un centre d'hébergement des déportés et réfugiés juifs est installé au château d'Hénonville. Le camp est administré par le Joint, l'ORT et l'Agoudat Israel de 1946 à 1952. Ce camp regroupait une Yechiva lituanienne, un centre pour orphelins juifs et un kibbutz,,.

## Politique et administration

### Rattachements administratifs et électoraux

#### Rattachements administratifs
La commune se trouve dans l'arrondissement de Beauvais du département de l'Oise.
Elle faisait partie depuis 1793 du canton de Méru. Dans le cadre du redécoupage cantonal de 2014 en France, cette circonscription administrative territoriale a disparu, et le canton n'est plus qu'une circonscription électorale.

#### Rattachements électoraux
Pour les élections départementales, la commune fait partie depuis 2014 du canton de Chaumont-en-Vexin.
Pour l'élection des députés, elle fait partie de la troisième circonscription de l'Oise.

### Intercommunalité
Hénonville est membre de la communauté de communes des Sablons, un établissement public de coopération intercommunale (EPCI) à fiscalité propre créé en 2000 et auquel la commune a transféré un certain nombre de ses compétences, dans les conditions déterminées par le code général des collectivités territoriales.

### Liste des maires
| Période                                  | Période                   | Identité            | Étiquette | Qualité                                                                                            |
| ---------------------------------------- | ------------------------- | ------------------- | --------- | -------------------------------------------------------------------------------------------------- |
| Les données manquantes sont à compléter. |                           |                     |           | |
| mars 2001                                | avril 2014                | Pascal Van Themsche |           | Agriculteur                                                                                        |
| 4 avril 2014                             | 2016                      | Gérard Pacaud       |           | Retraité Démissionnaire                                                                            |
| juin 2016                                | En cours (au 8 août 2023) | Hervé Le Marec      | DVD       | Directeur commercial Vice-président de la CC des Sablons (2020 → ) Réélu pour le mandat 2020-2026, |

## Équipements et services publics

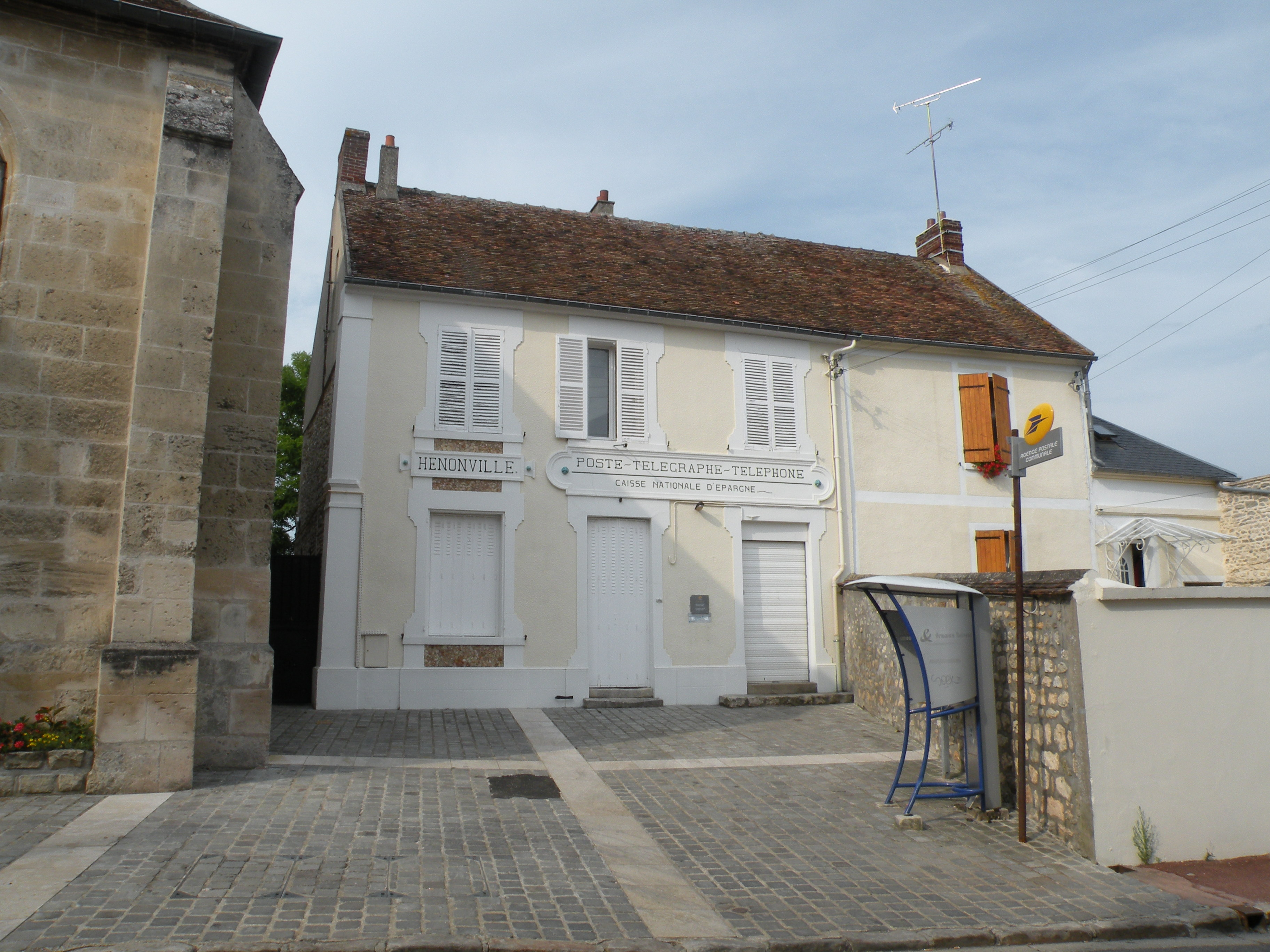
La poste.
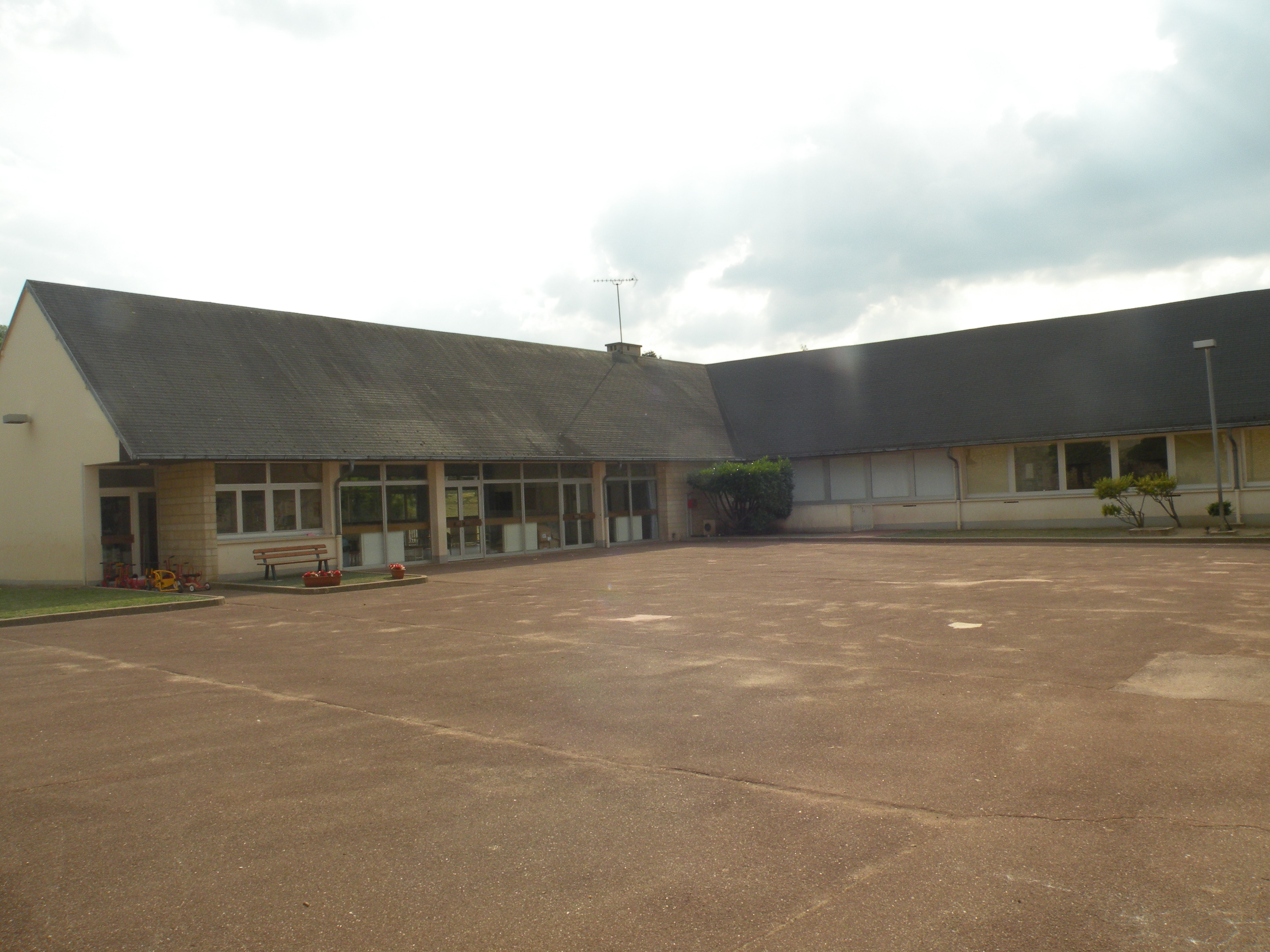
L'école.

## Population et société

### Démographie

#### Évolution démographique
L'évolution du nombre d'habitants est connue à travers les recensements de la population effectués dans la commune depuis 1793. Pour les communes de moins de 10 000 habitants, une enquête de recensement portant sur toute la population est réalisée tous les cinq ans, les populations de référence des années intermédiaires étant quant à elles estimées par interpolation ou extrapolation. Pour la commune, le premier recensement exhaustif entrant dans le cadre du nouveau dispositif a été réalisé en 2005.

En 2022, la commune comptait 909 habitants, en évolution de +9,52 % par rapport à 2016 (Oise : +0,87 %, France hors Mayotte : +2,11 %).
| 1793 | 1800 | 1806 | 1821 | 1831 | 1836 | 1841 | 1846 | 1851 |
| ---- | ---- | ---- | ---- | ---- | ---- | ---- | ---- | ---- |
| 463  | 467  | 465  | 464  | 493  | 489  | 486  | 475  | 493  |

| 1856 | 1861 | 1866 | 1872 | 1876 | 1881 | 1886 | 1891 | 1896 |
| ---- | ---- | ---- | ---- | ---- | ---- | ---- | ---- | ---- |
| 510  | 530  | 476  | 474  | 465  | 503  | 526  | 550  | 521  |

| 1901 | 1906 | 1911 | 1921 | 1926 | 1931 | 1936 | 1946 | 1954 |
| ---- | ---- | ---- | ---- | ---- | ---- | ---- | ---- | ---- |
| 538  | 572  | 580  | 555  | 570  | 539  | 522  | 488  | 479  |

| 1962 | 1968 | 1975 | 1982 | 1990 | 1999 | 2005 | 2006 | 2010 |
| ---- | ---- | ---- | ---- | ---- | ---- | ---- | ---- | ---- |
| 481  | 531  | 610  | 658  | 776  | 785  | 793  | 772  | 795  |

| 2015 | 2020 | 2022 | - | - | - | - | - | - |
| ---- | ---- | ---- | - | - | - | - | - | - |
| 827  | 896  | 909  | - | - | - | - | - | - |

#### Pyramide des âges
La population de la commune est relativement jeune.
En 2018, le taux de personnes d'un âge inférieur à 30 ans s'élève à 37,8 %, soit au-dessus de la moyenne départementale (37,3 %). À l'inverse, le taux de personnes d'âge supérieur à 60 ans est de 19,7 % la même année, alors qu'il est de 22,8 % au niveau départemental.
En 2018, la commune comptait 425 hommes pour 425 femmes, soit un taux de 50 % de femmes, légèrement inférieur au taux départemental (51,11 %).
Les pyramides des âges de la commune et du département s'établissent comme suit.
| Hommes | Classe d’âge | Femmes |
| ------ | ------------ | ------ |
| 0,4    | 90 ou +      | 0,2    |
| 4,7    | 75-89 ans    | 4,5    |
| 12,7   | 60-74 ans    | 17,0   |
| 23,0   | 45-59 ans    | 23,0   |
| 19,6   | 30-44 ans    | 19,4   |
| 18,5   | 15-29 ans    | 15,2   |
| 21,0   | 0-14 ans     | 20,8   |

| Hommes | Classe d’âge | Femmes |
| ------ | ------------ | ------ |
| 0,5    | 90 ou +      | 1,4    |
| 5,5    | 75-89 ans    | 7,6    |
| 15,6   | 60-74 ans    | 16,3   |
| 20,8   | 45-59 ans    | 20     |
| 19,4   | 30-44 ans    | 19,4   |
| 17,6   | 15-29 ans    | 16,2   |
| 20,6   | 0-14 ans     | 19,1   |

## Culture locale et patrimoine

### Lieux et monuments

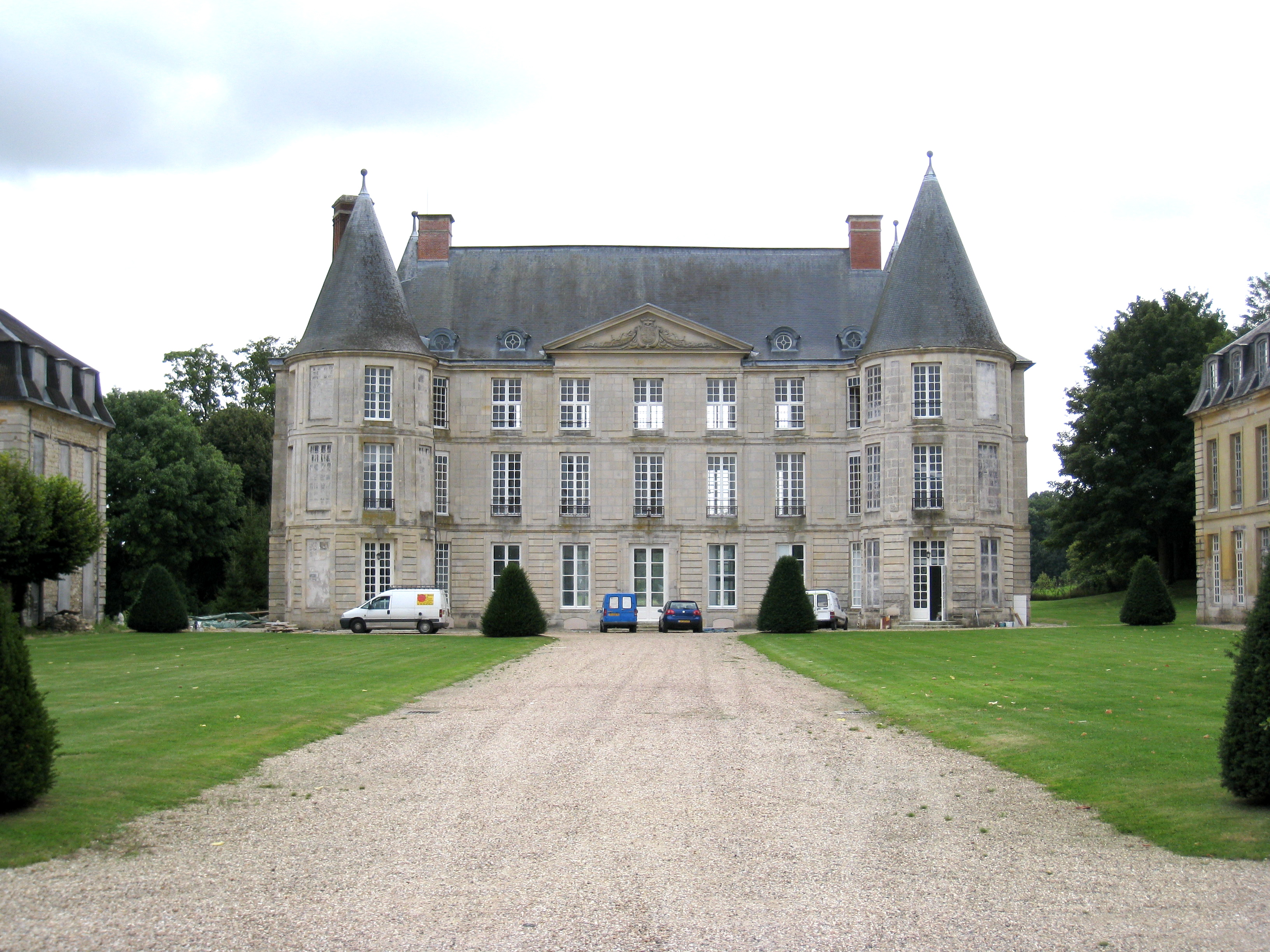
Château d'Hénonville.

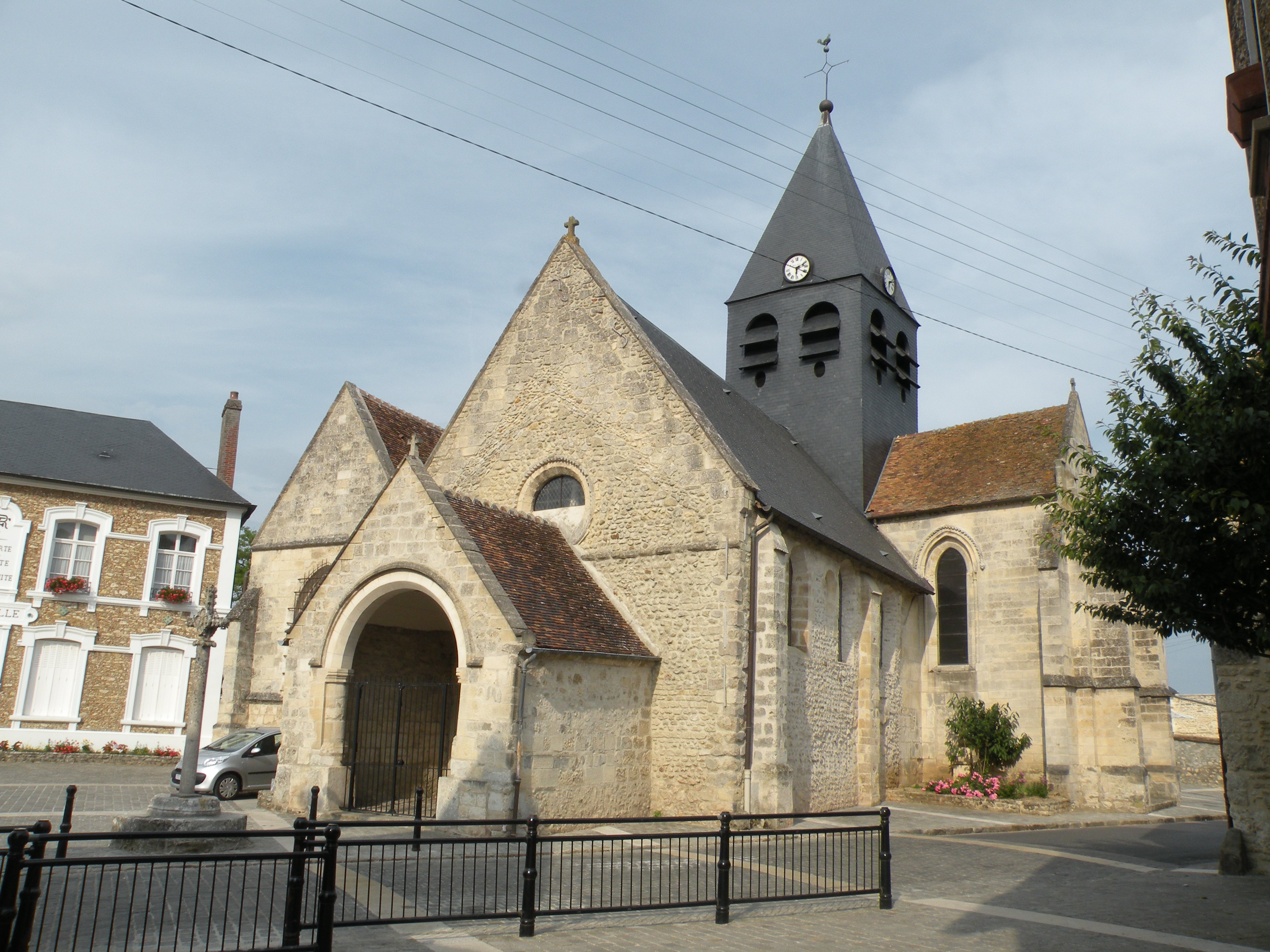
Église et croix de cimetière.

Hénonville compte deux monuments historiques sur son territoire :
- Château d'Hénonville (classé monument historique par arrêté du 5 mai 1960[33]) :
 Un premier château, attesté au XIIIe siècle, est démoli sous la Grande Jacquerie et reconstruit en 1554. Il est  rebâti en 1722 pour Pierre-François Ogier, Grand Audiencier de France (propriétaire en 1714). 
Les fondations sont en grande partie celles du château d'origine, et l'on trouve au second étage, derrière des boiseries, des vestiges d'une tour médiévale. Le château est modernisé entre 1765 et 1771 par l'architecte parisien Jean Benoît Vincent Barré pour Jean-Marie Roslin d'Ivry, qui est l'un des premiers collectionneurs de Fragonard. Barré conserve les quatre tours d'angle, comme l'avait fait Germain Boffrand au château d'Haroué en Lorraine. Roslin d'Ivry a décoré son château de toiles de François Boucher comme Les Lavandières (New York, Metropolitan Museum of Art). 
En 1900, le château est acheté par la famille Bamberger. En 1939, M. Bamberger, ruiné, vide le château qui est occupé en 1940 par les Allemands, puis par les Américains en 1944. En 1946, M. Lejbel y installe pour l'Association d'enfants des déportés israélites. Après avoir appartenu à M. et Mme Van Themsche entre 1952 et 1975, il est racheté par la commune. Celle-ci l'a restauré et aménagé en lieu de réception, de cérémonies et de séminaires[34].

- Croix de cimetière du XIVe siècle (classé monument historique par arrêté du 12 octobre 1922[35],[36])

On peut également mentionner : 
- Église de la Trinité du XIIe au XVIe siècle, comprenant des éléments de nombreuses époques, comprenant un bas-côté nord du XIVe siècle au riche remplage. Après la Guerre de Cent Ans sont repris en style Renaissance les piles de la croisée, réalisés la réfection des voûtes avec liernes et tiercerons, construits deux chapelles de part et d'autre du chœur  et le porche en façade.
Le mobilier comprend  une Vierge à l'Enfant du XIVe siècle, une chaire à prêcher mobile du XVIIIe siècle et un orgue à rouleaux du début du XIXe siècle[37].

- Pigeonnier du XIIIe siècle
- Mémorial de la Ferme du Coudray en mémoire de l'équipage d'une « forteresse volante » de la 8e Air Force tombée le 30 décembre 1943.

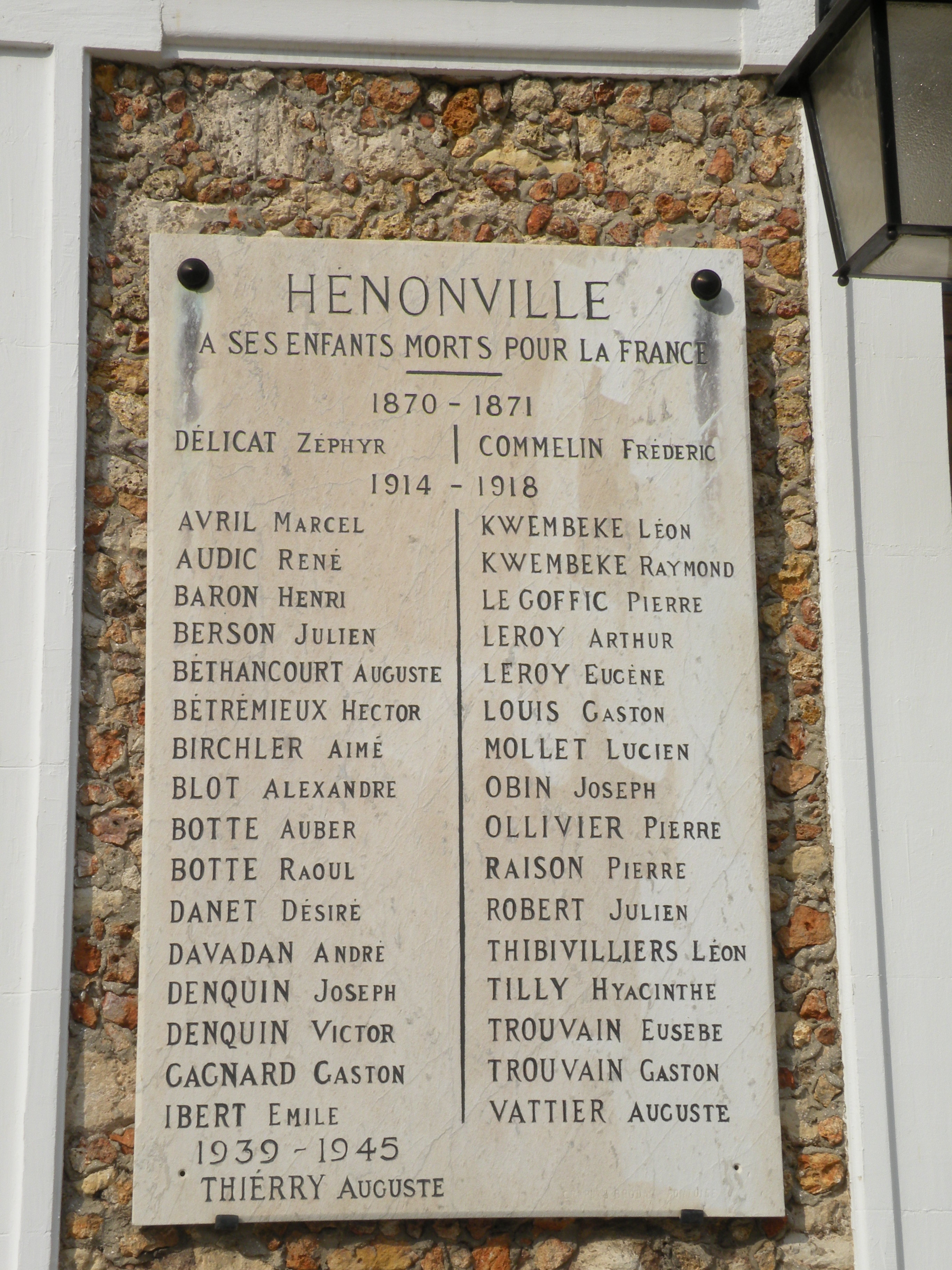
Liste des Morts pour la France
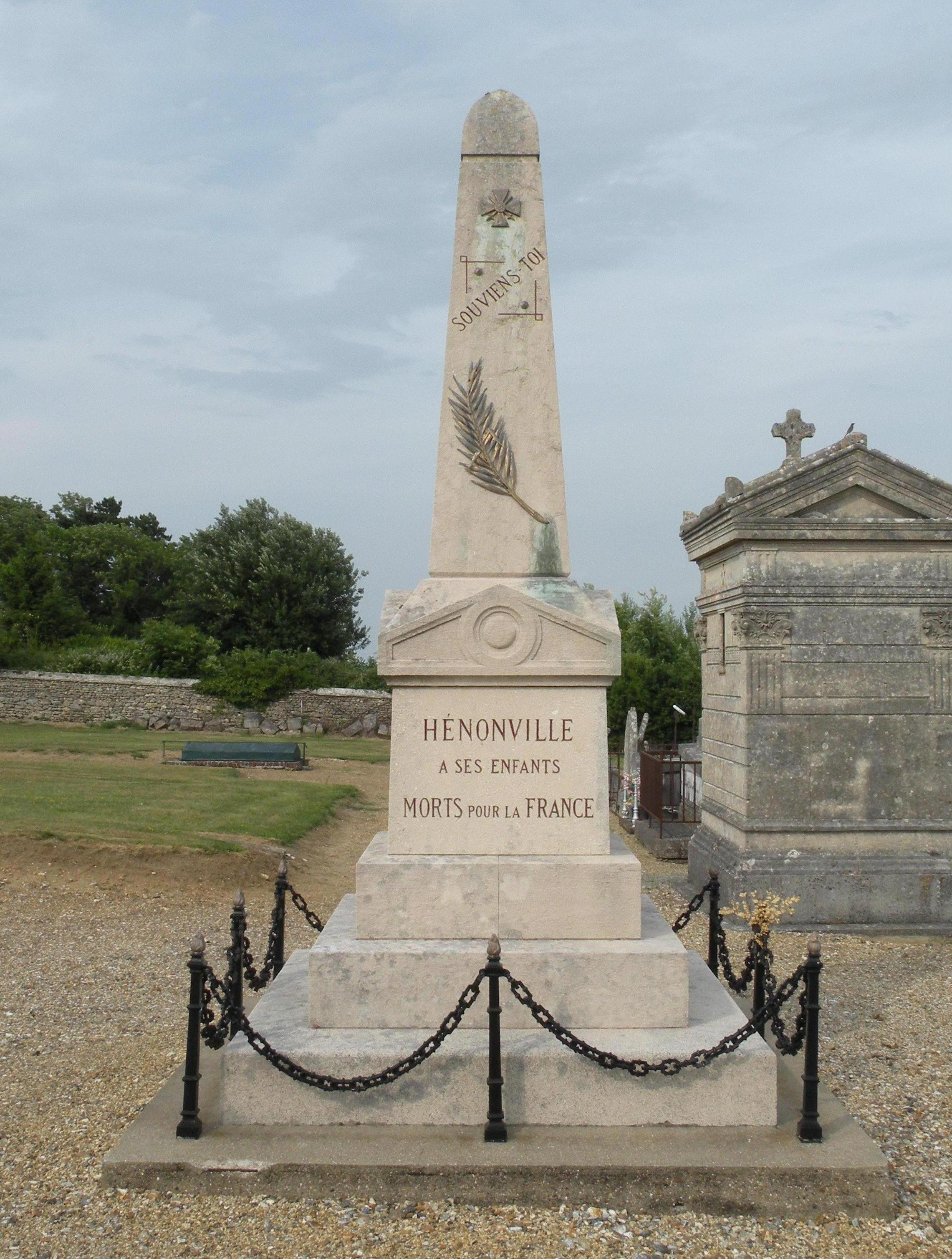
Monument aux morts, au cimetière.

### Hénonville dans les arts et la culture
Le baron d'Ivry possédait le château en février 1825 et y a invité à une chasse à courre son protégé le jeune peintre Alexandre-Gabriel Decamps (1803-1860). Celui-ci y a fait une étude Le vieux garde-chasse Gassois à Hénonville conservée au MUDO - Musée de l'Oise à Beauvais.

### Personnalités liées à la commune
- René Dubos, (1901-1982) agronome, biologiste et écologue américain d'origine française, qui a passé son enfance au village.
- Iser Solomon (1880-1939). Une rue du village honore ce médecin franco-roumain, radiologue en chef de l'hôpital Saint-Antoine, pionnier de la radiologie et de la radiothérapie en France, propriétaire d'une maison 1 rue Bamberger, qui a été conseiller municipal de la commune[39].